# Heriades variolosus
Heriades variolosus är en biart som först beskrevs av Cresson 1872.  Heriades variolosus ingår i släktet väggbin, och familjen buksamlarbin. Inga underarter finns listade i Catalogue of Life.